# Ковальов Сергій Вікторович (альпініст)
Сергі́й Ві́кторович Ковальо́в (13 серпня 1966 р., м. Ленінськ-Кузнецький, Кемеровська область, СРСР) — десятиразовий чемпіон України, дворазовий чемпіон СНД, дворазовий чемпіон Москви з альпінізму, чемпіон і призер чемпіонату Росії з альпінізму. Понад 60 сходжень 5-6 категорій складності. Підкорив 5  восьмитисячників світу.

## Життєпис
Закінчив 10 класів у середній школі м.  Кіровське  Донецької області (Українська РСР).
Навчався на гірничому факультеті в Донецькому політехнічному інституті.
Альпінізмом почав займатися в 1982 р. в школі. Перший тренер — Шестаков Микола В'ячеславович.
Організатор Першої Донецької експедиції на Еверест і Першої Донецької Антарктичної експедиції.
Голова Донецької обласної Федерації альпінізму.
- 1995 Майстер спорту.
- 1996 Майстер спорту міжнародного класу.
- Інструктор альпінізму.

Керівник всіх експедицій проекту «Вугілля Донбасу на вершинах світу»:
- 2008 р — Перша Донецька експедиція на Еверест.
- 2009 р — Шахтарська експедиція на Тянь-Шань з першопроходженням на вершину Пік Шахтарів України
- 2010 р. — Перша Донецька Антарктична експедиція.
- 2011 р — Перша українсько-російська Гімалайська альпіністська експедиція «2 країни, 2 гори, єдина команда»
- 2012 р. — Друга Донецька експедиція на Еверест.

Ковальов С. В. є керівником великого екіпірувального Центру на Східній Україні — «Вертикаль».

## Найкращі сходження
- Пік Асан  (4230 м), Памір, м-т Русяєва, 6-Б, 1991 р.
- Пік 4810 м, Памір, м-т Кріцука, 6-Б, 1995 р.
- Аннапурна (8091 м), Гімалаї, маршрут Бонінгтон, 1996 р.
- Пік 4810, Памір, м-т Русяєва, 6-Б, 1997 р.
- Пік Слєсова (4240м), Памір, м-т Мороза, 6-Б, 1997 р.
- Чо-Ойю (8201 м), Гімалаї, 1997 р.
- Пуморі (7138 м), Гімалаї, (південне ребро) 1998 р.
- Спроба Еверест (8848 м), (з півночі), Гімалаї, рятувальні роботи до 8600 м, 1999 р. під час експедиції «Еверест-99», збірна України.
- Спроба Лхоцзе (8516 м), (південна стіна) до 7400 м, Гімалаї, 2000 р., експедиція МНС Росії на Лхоцзе Середня.
- Манаслу (8156 м), Гімалаї, (західна стіна, першопроходження), 2003 р.
- Амін Бракк (5800 м), 6-Б, Пакистан, Каракорум, у складі команди Російського екстремального проекту, 2004 р.
- Торрес-дель-Пайне (3050 м), (м-т Голаціо 6б/А4), Чилі, Патагонія, у складі команди Гірського клубу Москва, 2007 р.
- Шиша Пангма (8027 м), Гімалаї, 2007 р.
- Еверест (8848 м), Гімалаї, (з півдня по класиці), 2008 р., донецька експедиція.
- Пік Вінсон (4892 м), Антарктида, 2010 р.
- Пік Донбас (3126 м), Антарктида, Масив Вінсон, 2010 р.
- Ама-Даблам (6812 м), Гімалаї, 2011 р.
- Шиша Пангма (8027 м), Гімалаї, 2011 р.

## Нагороди
- Орден «За заслуги» III ст. (10 грудня 1996)[1]
- Орден «За мужність» ІII ст. (6 липня 1999)[2]
- Орден «За мужність» III ст. (9 жовтня 2001)[3]
- Почесний знак «Шахтарська слава» 3 ступеня
- Почесний знак «Шахтарська слава» 2 ступеня

## Ресурси Інтернета
- 6+1. Арифметика и вершины Сергея Ковалева
- «Чтобы вы почувствовали ветер Антарктиды…»
- Две страны, две горы, все живы!
- Когда человек хочет подняться на Эверест
- Сергей Ковалев: Мне не нравится слово «экстрим» [Архівовано 25 Жовтня 2012 у Wayback Machine.]
- Сергей Ковалев: быть на своем месте [Архівовано 24 Жовтня 2012 у Wayback Machine.]